# Scotognapha costacalma
Scotognapha costacalma Ovtsharenko, Platnick & Murphy, 2001 è un ragno appartenente alla famiglia Gnaphosidae.

## Etimologia
Il nome della specie deriva dalla località in cui sono stati rinvenuti gli esemplari: Costa Calma sull'isola di Fuerteventura.

## Caratteristiche
L'olotipo femminile rinvenuto ha lunghezza totale è di 5,40mm; la lunghezza del cefalotorace è di 2,47mm; e la larghezza è di 1,89mm.

## Distribuzione
La specie è stata reperita nelle Isole Canarie: l'olotipo femminile è stato rinvenuto lungo il litorale sabbioso della località Costa Calma, sull'isola di Fuerteventura.

## Tassonomia
Al 2015 non sono note sottospecie e dal 2001 non sono stati esaminati nuovi esemplari.